# Guinarthe-Parenties
Guinarthe-Parenties (okzitanisch Guinarte e Paréntias) ist eine französische Gemeinde mit 225 Einwohnern (Stand 1. Januar 2022) im Département Pyrénées-Atlantiques in der Region Nouvelle-Aquitaine (vor 2016: Aquitanien). Die Gemeinde gehört zum Arrondissement Oloron-Sainte-Marie (bis 2016: Arrondissement Pau) und zum Kanton Orthez et Terres des Gaves et du Sel (bis 2015: Kanton Sauveterre-de-Béarn).

## Geographie
Guinarthe-Parenties liegt ca. 40 km nordwestlich von Oloron-Sainte-Marie in der historischen Provinz Béarn.
Umgeben wird der Ort von den Nachbargemeinden:
| Autevielle-Saint-Martin-Bideren | Sauveterre-de-Béarn                         |                            |
|                                 | Kompassrose, die auf Nachbargemeinden zeigt | Saint-Gladie-Arrive-Munein |
|                                 | Osserain-Rivareyte                          |                            |

Guinarthe-Parenties liegt im Einzugsgebiet des Flusses Adour. Der Saison, ein Nebenfluss des Gave d’Oloron, markiert die Grenze zur Nachbargemeinde Osserain-Rivareyte.

## Geschichte
Guinarthe befindet sich auf den über Vézelay im Département Yonne in der Region Bourgogne-Franche-Comté führenden Jakobsweg nach Santiago de Compostela und besaß eine Pilgerherberge zur Aufnahme der Pilger. Parenties besaß ein Laienkloster als Vasall des Vicomtes von Béarn und gleichzeitig ein Adelshaus. Die Grundherren beider Dörfer besaßen einen Sitz in der Ständeversammlung des Béarn. In der Volkszählung des Béarn im Jahre 1385 wurden in Guinarthe 13, in Parenties neun Haushalte gezählt. Beide Dörfer gehörten zur Bailliage von Sauveterre.
Toponyme und Erwähnungen von Guinarthe und Parenties waren:
- Guinarte und Paranthies (1385, Volkszählung des Béarn),
- Guinarta und Paranthias (gegen 1540, Manuskriptsammlung des 16. bis 18. Jahrhunderts),
- Sanctus Martinus de Guinarte und Saint-Pierre de Paranties (1612, Veröffentlichungen des Bistums Oloron) und
- Guinarthe und Paranthies (1750, Karte von Cassini).[3][4]

Im Rahmen der napoleonischen Kriege spielte die Gemeinde eine gewisse Nebenrolle. Im Februar 1814 durchquerten Einheiten der aus Spanien herangerückte alliierte Armee unter dem Oberbefehl von Arthur Wellesleys, dem späteren Duke of Wellington, die Gemeinden, um bei Sauveterre den Gave d’Oloron zu überqueren, bevor es zur Schlacht bei Orthez kommen sollte.
Guinarthe und Parenties haben sich am 20. Juni 1842 zur Gemeinde Parenties-Guinarthe zusammengeschlossen, die am 16. Mai 1845 ihren heutigen Namen Guinarthe-Parenties annahm.

### Einwohnerentwicklung
Nach einem Höchststand der Einwohnerzahl von über 300 Einwohnern in der Mitte des 19. Jahrhunderts ist die Zahl bei kurzen Wachstumsphasen bis zu den 1960er Jahren insgesamt um rund die Hälfte gesunken. Seitdem ist die Zahl der Bewohner wieder angestiegen.
| Jahr      | 1962 | 1968 | 1975 | 1982 | 1990 | 1999 | 2006 | 2009 | 2022 |
| --------- | ---- | ---- | ---- | ---- | ---- | ---- | ---- | ---- | ---- |
| Einwohner | 169  | 208  | 219  | 229  | 238  | 223  | 231  | 238  | 225  |

## Sehenswürdigkeiten
- Kirche in Guinarthe, gewidmet dem heiligen Stephanus. Sie befindet sich im Ortszentrum vom Guinarthe auf einer Geländestufe oberhalb des Tals des Saison, umgeben von einem Friedhof. Ihr heutiges Aussehen verdankt sie zahlreichen Neugestaltungen des ursprünglichen romanischen Baus. Das Langhaus mit einem Kirchenschiff ist mit einer halbrunden Apsis abgeschlossen. Der massive, viereckige Glockenturm mit einem flachen Zeltdach ist im Mittelalter als Wehrturm errichtet worden. Ein großer Spitzbogen aus Bruchsteinen und Sandstein zerteilt das Kircheninnere in zwei Teile. Die beiden verbliebenen Fensteröffnungen in der Apsis weisen auf die ursprüngliche, einfache romanische Bauweise hin.[9]

- Kirche in Parenties, gewidmet dem Apostel Simon Petrus. Sie ist vermutlich auf den Ruinen eines Schlosses gebaut worden, eine Annahme, die ein Herrenhaus in der Nähe, das Portal, aber vor allem der massive Glockenturm erhärten. Er ist als Wehrturm im Stil eines Donjons im Mittelalter gebaut worden, was durch Spuren von Mauerlöchern und Konsolen bezeugt wird, die dazu bestimmt waren, Hurden zu halten. Der eher schlichte Bau weist ein kurzes Langhaus auf, das mit einer dreiseitigen Apsis endet. Vier Fenster ohne farbiges Bleiglas erhellen den Innenraum mit den üblichen Ausstattungsgegenstände wie Altar, kleinen Kirchenbänken, Betstuhl, Kerzenhalter, Tabernakel und vergoldetem Altaraufsatz. Zu beachten sich außerdem Statuen der Heiligen Petrus und Paulus und ein Kruzifix mit einer Marienstatue.[10] Eine weiße Marmortafel unter dem Vorbau erinnert an elf Bewohner der Gemeinde, die im Ersten Weltkrieg gefallen sind.[11] Nicht weit von dem Ehrenmal fällt der Blick auf sechs Grabplatten, die in den Boden unter dem Vorbau eingelassen sind. Drei von ihnen sind Grabstätten von Angehörigen der adeligen Familie Baradieu, Grundherren von Bordes von 1743 bis 1752. Sie besaßen in dieser Zeit einen Sitz in der Ständeversammlung des Béarn.[12]

- Haus Dubardier. Der zweigeschossige Bau entspricht vermutlich dem ehemaligen Laienkloster, das 1385 in den Schriften erwähnt wurde und seitdem in hohem Maße umgestaltet wurde. Er befindet sich im Ortszentrum von Parenties, unweit der Kirche.[13] Die Eingangstore des Gebäudes sind gut erhalten. Das erste Tor hat zwei Polyeder auf der Spitze der Seitenpfeiler, und das Mansardendach zeigt Lukarnen mit runden und dreieckigen Frontgiebeln. Der Garten ist durch ein weiteres Portal abgeschlossen, diesmal mit zwei Polyedern und Kugeln auf neun Säulen.[14]

- Haus Barradieu. Es ist das ehemalige Wohnhaus der adeligen Familie Barradieu, Grundherren von Bordes. Seinerzeit führte ein Eingangstor mit einem Spitzbogen zum Hof, der mit vier Polyedern verziert war. Die Eingangstür ist mit Pfeilern eingerahmt und mit einem verzierten Gesims oberhalb des Eingangs versehen. Auch heute noch fällt das Licht in das Gebäude durch fünf Zwillingsfenster und durch drei große Lukarne im Dachgeschoss.[15]

- Haus Martocq. Es handelt sich um ein ehemaliges Bauernhaus mit einem hohen Eingangstor, das seine ursprüngliche Einfassung aus Werksteinen erhalten hat. Obwohl es umgestaltet wurde, zeigt die Fassade ein älteres Zwillingsfenster mit Stabornamentik. Zwei kleinere Fensteröffnungen sind mit Sandstein des Béarn eingefasst. Die Mauer auf dem Giebel der Scheune ist mit einem Fischgrätmuster als Verschönerung gebaut und mit Löchern eines Taubenschlags versehen worden. Diese Elemente lassen auf einen gewissen Reichtum der früheren Eigentümer schließen.[16]

- Haus Salette. Eine aufschlussreiche Inschrift ist auf dem Keilstein der Eingangstür zu entdecken. Sie lautet „FPI SALLETTE 1773“ und erlaubt somit die Bestimmung des Baudatums. Das Haus gehörte vermutlich in dieser Zeit einem Grundherrn von Guinarthe oder von Parenties.[17]

- Waage von Parenties. An einer Kreuzung in Parenties befindet sich eine ehemalige Waage, die gut restauriert frühere Zeiten überdauert hat. Es handelt sich um eine „römische“ Waage, eine Laufgewichtswaage, die im Mittelalter im täglichen Gebrauch zum Wiegen von Tieren war, die während des Wiegevorgangs in einem Gitter verschlossen waren.[18]

## Wirtschaft und Infrastruktur

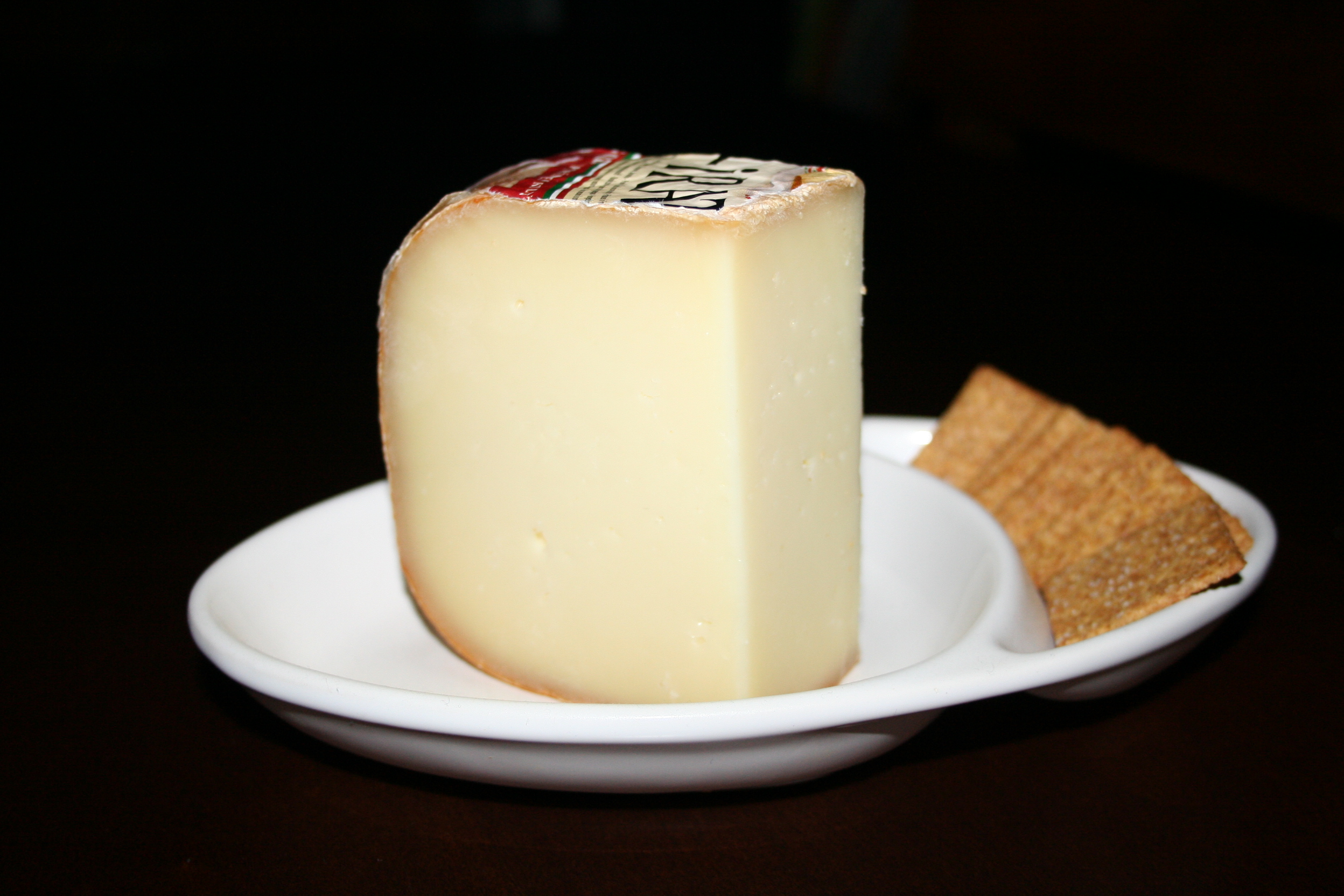
Ossau-Iraty

Landwirtschaft und Dienstleistungen sind wichtige Wirtschaftsfaktoren der Gemeinde. Guinarthe-Parenties liegt in den Zonen AOC des Ossau-Iraty, eines traditionell hergestellten Schnittkäses aus Schafmilch, sowie der Schweinerasse und des Schinkens „Kintoa“.

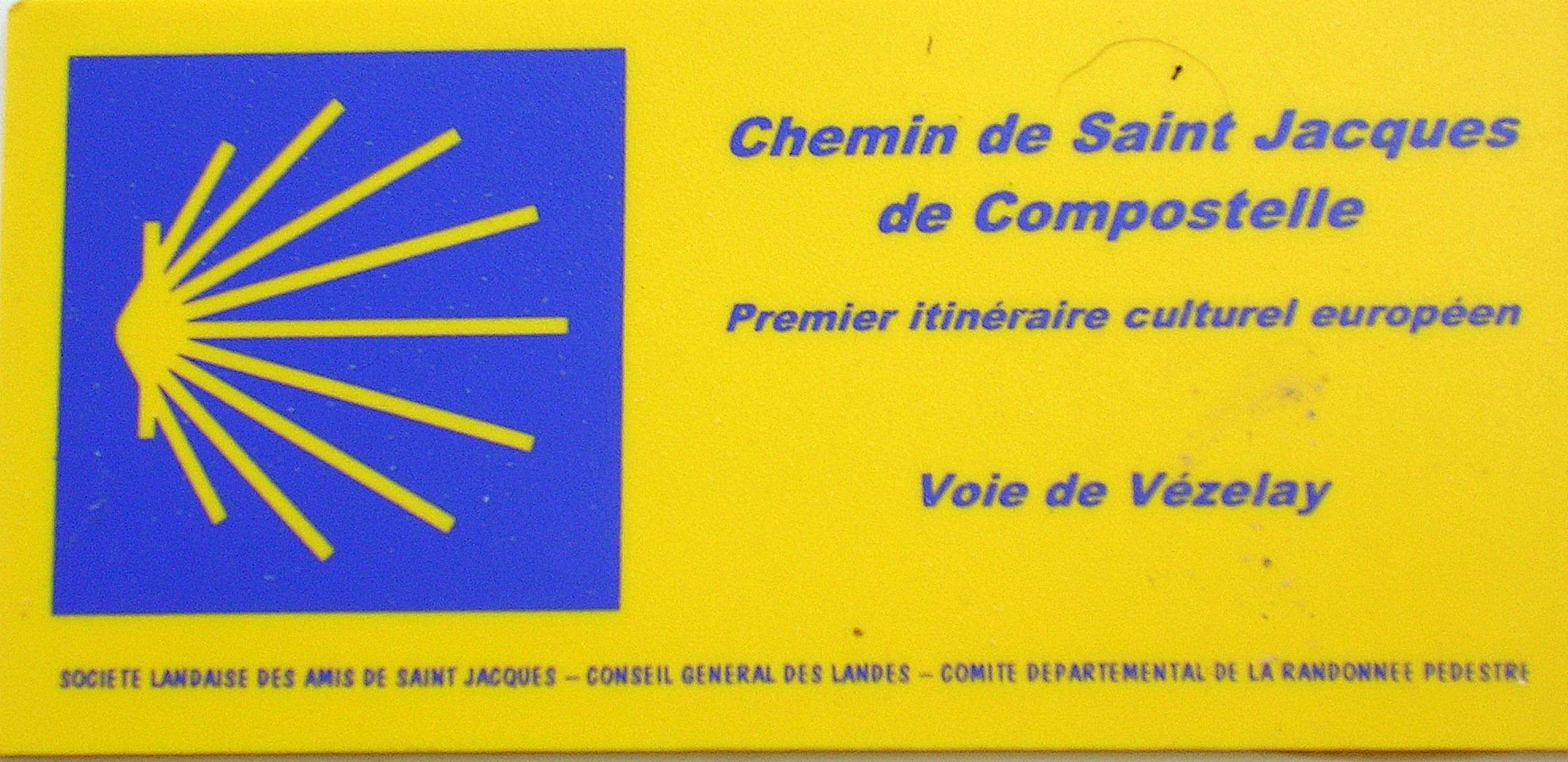
Markierung des Jakobswegs

### Sport und Freizeit
Der Fernwanderweg GR 654 von Namur in Belgien über Vézelay nach Montréal-du-Gers im Département Gers führt durch die Gemeinde.

### Verkehr
Guinarthe-Parenties wird durchquert von den Routes départementales 933 (ehemalige Route nationale 133) und 936 (ehemalige Route nationale 636).